# Arrondissement du Pays-de-Weimar
L'arrondissement du Pays-de-Weimar est un arrondissement (« Landkreis » en allemand) de Thuringe  (Allemagne).
Son chef-lieu est Apolda.

## Villes, communes et communautés d'administration
(nombre d'habitants au 31 décembre 2013)
| Villes ¹ membre d'une Verwaltungsgemeinschaft ² commune responsable 1. Apolda (21 738) 2. Bad Berka (7 615) 3. Bad Sulza ² (4 829) 4. Blankenhain (6 467) Communes commune autonome : 1. Eberstedt (208) 2. Großheringen (658) 3. Ilmtal-Weinstraße (4 576) 1. Partage la compétence de commune avec : Kromsdorf (1 468) 4. Ködderitzsch (121) 5. Niedertrebra (779) 6. Obertrebra (275) 7. Rannstedt (178) 8. Saaleplatte (2 736) 9. Schmiedehausen (400) | Verwaltungsgemeinschaften 1. Verwaltungsgemeinschaft Grammetal (6 438) 1. Bechstedtstraß (265) 2. Daasdorf am Berge (256) 3. Hopfgarten (682) 4. Isseroda (556) 5. Mönchenholzhausen (1 547) 6. Niederzimmern (1 031) 7. Nohra (1 659) 8. Ottstedt am Berge (258) 9. Troistedt (184) 2. Verwaltungsgemeinschaft Kranichfeld (6 306) 1. Hohenfelden (347) 2. Klettbach (1 290) 3. Kranichfeld, ville (3 448) 4. Nauendorf (300) 5. Rittersdorf (259) 6. Tonndorf (662) 3. Verwaltungsgemeinschaft Mellingen (7 967) 1. Buchfart (184) 2. Döbritschen (199) 3. Frankendorf (172) 4. Großschwabhausen (1 026) 5. Hammerstedt (165) 6. Hetschburg (251) 7. Kapellendorf (402) 8. Kiliansroda (200) 9. Kleinschwabhausen (217) 10. Lehnstedt (348) 11. Magdala, ville (1 960) 12. Mechelroda (270) 13. Mellingen (1 328) 14. Oettern (137) 15. Umpferstedt (579) 16. Vollersroda (199) 17. Wiegendorf (330) 4. Verwaltungsgemeinschaft Nordkreis Weimar (8 945) 1. Ballstedt (287) 2. Berlstedt (1 760) 3. Buttelstedt (1 321) 4. Ettersburg (587) 5. Großobringen (889) 6. Heichelheim (299) 7. Kleinobringen (309) 8. Krautheim (513) 9. Leutenthal (268) 10. Neumark, ville (460) 11. Ramsla (319) 12. Rohrbach (198) 13. Sachsenhausen (377) 14. Schwerstedt (331) 15. Vippachedelhausen (577) 16. Wohlsborn (450) |